# Ангъс Макфейдън
Ангъс Макфейдън (на английски: Angus Macfadyen, 21 септември 1963 в Глазгоу) е шотландски филмов актьор.
Посещава Университета в Единбург и взима уроци по актьорско майсторство в Централното училище по драма в Лондон. Играе ролятя на Робърт де Брус във филма на Мел Гибсън „Смело сърце“. За кратко време е двойка с актрисата Катрин Зита-Джоунс.

## Филмография
- 1995: Смело сърце
- 1999: Титус
- 1999: Люлеещият се кораб (Cradle Will Rock)
- 2000: Язон и аргонавтите
- 2002: Еквилибриум
- 2002: Die göttlichen Geheimnisse der Ya-Ya-Schwestern
- 2004: Spartacus
- 2006: Убийствен пъзел 3 (Saw III)
- 2006: Blackbeard – Piraten der Karibik
- 2006: Калибър 45 (.45)
- 2007: Убийствен пъзел 4